# Oligostigma piperitalis
Oligostigma piperitalis là một loài bướm đêm trong họ Crambidae.